# Iglesia de Santa María de los Mongoles

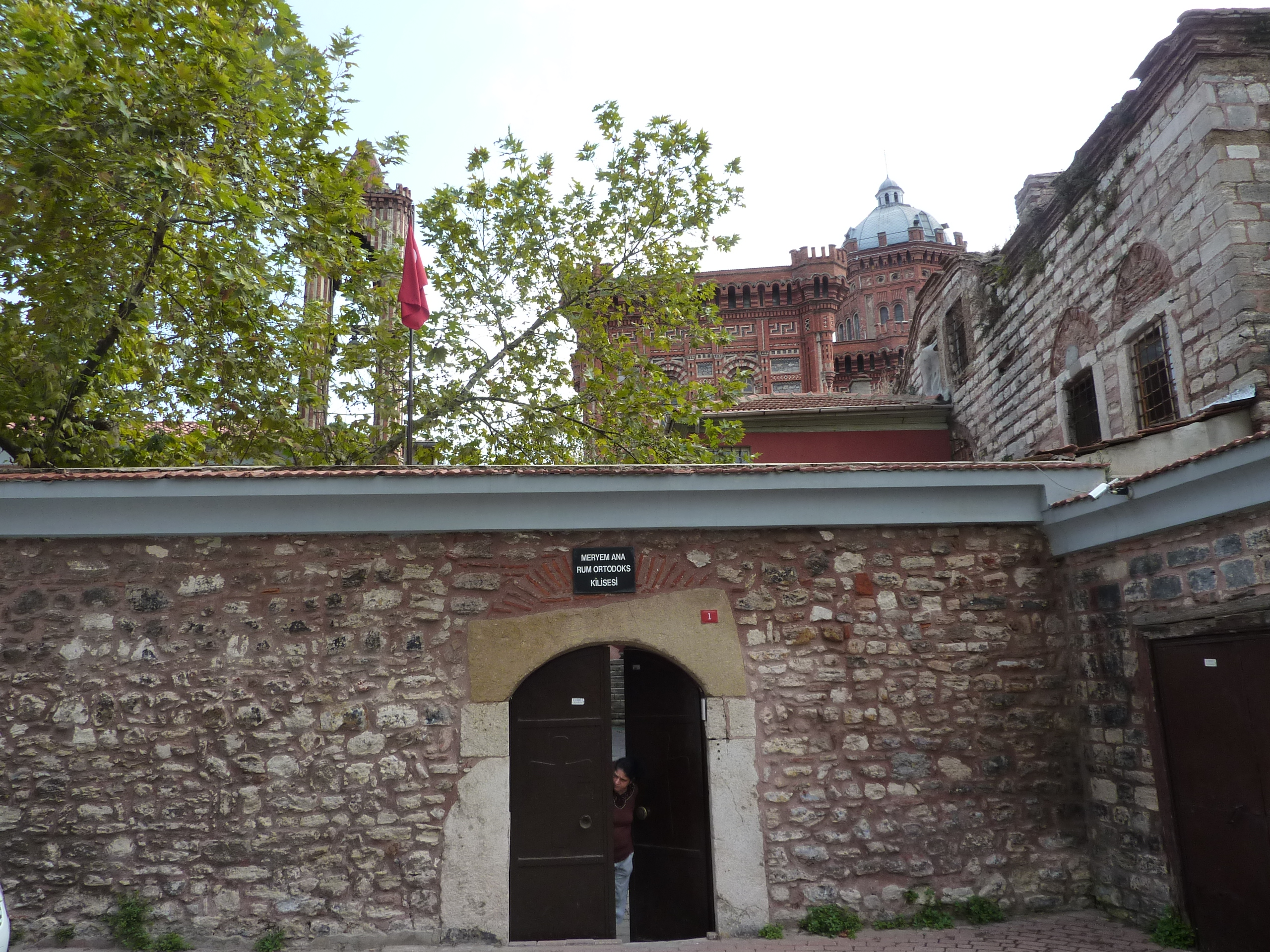
Entrada al recinto. El letrero sobre la puerta, en turco únicamente, describe la iglesia como "Meryem Ana Rum Ortodoks Kilisesi". Se menciona el mismo nombre por el Patriarcado. Detrás se puede ver el Colegio Ortodoxo Griego

La iglesia de Santa María de los Mongoles es una iglesia ortodoxa situada en Estambul. En griego es llamada Theotokos Panaghiótissa que, literalmente, quiere decir "Toda Santa María". Su nombre en turco, Kanlı Kilise, se traduce como "Iglesia Sangrienta". Es la única iglesia bizantina de Constantinopla que no fue reconvertida en mezquita, permaneciendo siempre dentro de la Iglesia Ortodoxa Griega.

## Localización
La iglesia no está normalmente abierta al público y está rodeada por un muro de gran altura. Se encuentra en el barrio de Fanar, perteneciente al distrito de Fatih. Yace sobre la cima de una ladera sobre la que se domina el Cuerno de Oro y cerca del impresionante edificio del Colegio Ortodoxo Griego.

## Historia
A comienzos del siglo VII, la princesa Sopatra, hija del emperador bizantino Mauricio, y su amiga Eustolia, patrocinaron la construcción de un convento en una ladera de la quinta colina de Constantinopla. El lugar, concedido por el emperador, limitaba al norte con la Cisterna de Aspar y había sido usado como cementerio. La construcción fue dedicada a Santa Eustolia. Ya en el siglo XI, se le añadió un monasterio, dedicado a todos los santos y que tuvo una fuerte relación con el Monasterio de la Gran Laura, situado en el Monte Athos. Tras la Cuarta Cruzada, el monasterio desapareció. 
En 1261, tras la reconquista de la ciudad por parte de los bizantinos, Isaac Ducas, suegro de Jorge Acropolita y tío materno de Miguel VIII Paleólogo, reconstruyó el edificio. El año 1266, la iglesia fue agrandada y un pintor, llamado Modestos, la decoró.
En el año 1281, María Paleóloga, hija ilegítima de Miguel VIII y viuda de Abaqa, Kan del IIKanato mongol, volvió a Constantinopla, tras quince años de ausencia. Se cree que ella fue la que mandó construir el convento y la iglesia con la forma que poseen hoy en día y por ello se mereció el título de Ktētorissa, "fundadora", de ese complejo. Tras ello, se retiró a este lugar hasta que el momento en el que llegó su muerte. Hasta ese momento, el convento y la iglesia poseían el apelativo de Mouchliōtissa, "de los Mongoles" en griego.
Tras la muerte de María, el convento decayó debido a que sus herederos usaron los recursos del convento en su propio beneficio, llegando incluso a hipotecarlo. Finalmente, las monjas decidieron denunciar a los herederos, ante el Emperador primero y, después, ante el Patriarca. Los herederos presentaron un documento como prueba de sus derechos sobre el convento, pero se consideró que era falso, por lo que el Patriarcado restauró los derechos de las monjas. El convento existió hasta el final del Imperio, tras lo cual quedó abandonado.
El día de la Caída de Constantinopla, 29 de mayo de 1453, los alrededores del edificio vieron la desesperada resistencia de los griegos contra los invasores otomanos. Es por ello que, en idioma turco, recibió el nombre de Kanli Kilise, "Iglesia Sangrienta" o "Iglesia de la Sangre". El camino que lleva hasta ella, es llamado aún hoy Sancaktar yokuşu, "Ascensión del Abanderado", en honor al otomano que portaba la bandera, el cual encontró la muerte luchando aquí.
La tradición cuenta que el sultán Mehmed II donó la iglesia a la madre de Cristodoulos, el arquitecto de la mezquita de Fatih, como reconocimiento por su trabajo. La concesión fue confirmada por Bayazid II, reconociendo los servicios del sobrino de Cristodoulos, que fue quien dirigió los equipos de construcción de la mezquita Süleymaniye.
Tanto bajo el mandato del sultán Selim I como en el de Ahmed II, hubo sendos intentos de convertir la iglesia en una mezquita, el último de ellos deseado por el gran visir Alí Köprülü a finales del siglo XVII. Sin embargo, gracias a las garantías otorgadas tanto por Mehmed II, como por Bayazid II, la iglesia siguió siendo una parroquia perteneciente a la comunidad griega.
Dañada por varios incendios que asolaron Fener en 1633, 1640 y 1729, fue reparada y ampliada, perdiendo su primitiva elegancia. A finales del siglo XIX se construyó un pequeño colegio cerca de ella y, en el año 1892 se le añadió un pequeño campanario. En 1955, sufrió daños durante los disturbios en contra de la comunidad griega. Desde entonces, ha sido restaurada.

## Descripción
A pesar de que siempre ha estado en manos griegas, el edificio ha visto más modificaciones que aquellos que se convirtieron en mezquitas. Es, o era originalmente, de planta tetragonal con una cúpula central rodeada por una torre, lo que la convierte en algo único en la arquitectura bizantina de Constantinopla. Aunque a menor escala, anticipa la arquitectura de las grandes mezquitas otomanas.
La cúpula reposa sobre una estructura en forma de cruz formada por cuatro semicúpulas. El nártex está compuesto por tres entrantes; el central está cubierto por una bóveda de cañón. La parte sur de la iglesia ha sido demolida y vuelta a construir, mientras que la semicúpula que se encuentra más al sur y el entrante de esa zona han sido retirados y reemplazados por tres pasillos. El interior ha sido despojado de su decoración original, pero está cubierto con iconos y otros ornamentos, lo que hace que su estudio sea muy difícil.

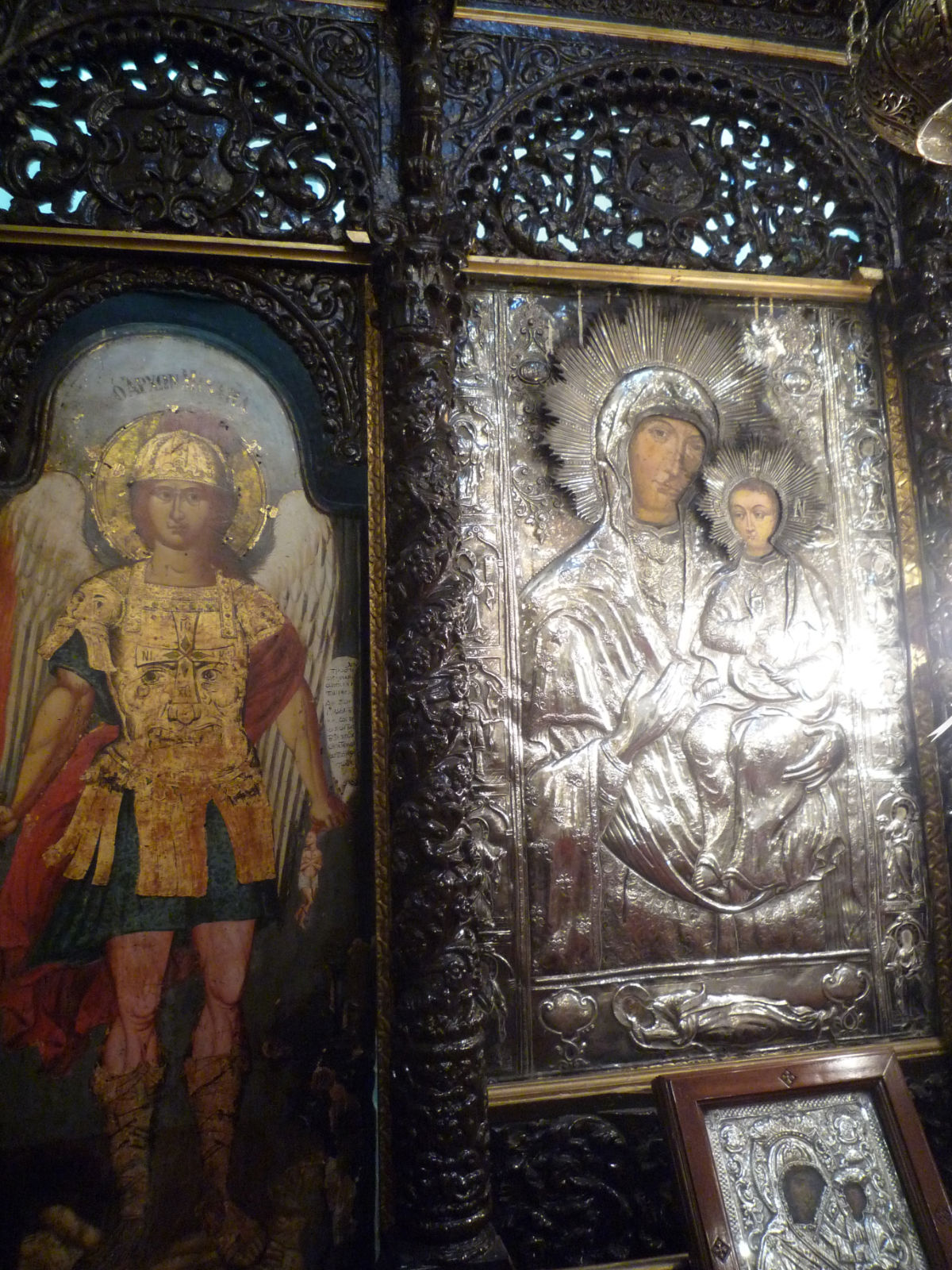
Icono mosaico retratando a la Madre de Dios

En el muro oriental hay una gran representación del Juicio Final, quizá pintada por Modestos en 1266. De todas formas, son sobresalientes tanto un icono mosaico retratando a la Madre de Dios, del siglo XI, como los cuatro iconos datados en los siglos XIII y siglo XIV. 
Pese a su importancia histórica, la iglesia nunca ha sido estudiada desde un punto de vista arquitectónico.